# Cómo mueren las democracias
Cómo mueren las democracias (título original en inglés: How Democracies Die) es un libro de política comparada de 2018 escrito por los politólogos de la Universidad de Harvard Steven Levitsky y Daniel Ziblatt sobre cómo los líderes electos pueden subvertir gradualmente el proceso democrático para aumentar su poder. En 2021, The Economist describió el libro como el «libro más importante de la era Trump». El libro, que ofrece duras advertencias sobre el impacto del Partido Republicano y la presidencia de Donald Trump en la democracia estadounidense, influyó en Joe Biden antes de su decisión de postularse para presidente en las elecciones presidenciales de 2020.

## Sinopsis
El libro advierte contra la ruptura de la «tolerancia mutua» y el respeto por la legitimidad política de la oposición. Esta tolerancia implica aceptar los resultados de unas elecciones libres y justas en las que ha ganado la oposición, en contraste con la defensa del derrocamiento o las quejas espurias sobre el mecanismo electoral. Los autores también afirman la importancia de respetar las opiniones de quienes tienen opiniones políticas legítimamente diferentes, en contraste con atacar el patriotismo de quienes no están de acuerdo, o advertir que si llegan al poder destruirán el país.
Los autores señalan que los distintos poderes del gobierno en un sistema con separación de poderes tienen a su disposición acciones que podrían socavar completamente a los demás poderes o a la oposición. Los autores advierten contra la imposición de una agenda política o la acumulación de poder «jugando duro» en temas constitucionales, con tácticas como llenar la Corte Supremade partidarios, obstaculizar las nominaciones o abusar del poder de la cartera, y recomiendan «tolerancia» y cierto grado de cooperación para mantener el gobierno funcionando de manera equilibrada. Otras amenazas a la estabilidad democrática citadas por los autores incluyen la desigualdad económica y la segregación de los partidos políticos por raza, religión y geografía.
Los autores dedican muchos capítulos al estudio de Estados Unidos, el presidente Donald Trump y las elecciones presidenciales de 2016, pero también aplican su teoría a países de América Latina y europeos, especialmente Venezuela y Rusia. Según ellos, Estados Unidos resistió hasta 2016 los intentos de socavar la democracia gracias a dos normas: la tolerancia mutua y lo que la versión original en inglés llama forbearance, definida esta última como la limitación intencionada del propio poder para respetar el espíritu de la ley, si no su letras. Finalmente predicen tres escenarios potenciales para los Estados Unidos post-Trump.

## Análisis
Steven Levitsky y Daniel Ziblatt, profesores de Harvard, estudian las perspectivas del sistema democrático con un enfoque holístico y adoptan una postura crítica ante la presidencia de Trump. Describen su trabajo como un estudio de cómo mueren las democracias. Los temas principales se describen en la introducción: los autores sostienen que en nuestro tiempo las democracias todavía mueren pero por diferentes medios, «menos a manos de hombres armados y más a manos de líderes electos». La metodología utilizada se basa principalmente en el «método comparativo» y se trata de un libro que intenta «revelar nuestro futuro» a partir de la historia, más concretamente de comparaciones históricas (encontrar dinámicas similares, presentar modelos de gatekeeping y las «rimas» de la historia). El objeto del estudio es el presidente Trump como «un autócrata en potencia» y una comparación con los estados fallidos y los autócratas. El estudio evalúa el riesgo de su presidencia e intenta identificar el patrón de tendencias autocráticas.

### Recomendaciones de los autores
Levitsky y Ziblatt aceptan el temor a la presidencia de Trump como legítimo y se comprometen a proteger la democracia. Particularmente el último capítulo, salvar la democracia, pone énfasis en las recomendaciones políticas para salvar la democracia en un compromiso.

Debemos ser humildes y audaces.
Debemos aprender de otros países para ver las señales de advertencia.
Debemos ser conscientes de los fatídicos pasos en falso que han arruinado otras democracias.
Debemos ver cómo los ciudadanos se han levantado para hacer frente a la gran crisis democrática del pasado. (p. 10)

Una propuesta de solución a la crisis

No sólo debemos restaurar las normas democráticas sino extenderlas al conjunto de sociedades cada vez más diversas. Este es un desafío enorme [...] este es el desafío que enfrentamos, las generaciones anteriores [...] hicieron un sacrificio extraordinario [...] debemos evitar que muera desde adentro, (p. 231)

Y hacen recomendaciones para los republicanos:

Deben construir un electorado más diverso y deben encontrar maneras de ganar elecciones sin apelar al nacionalismo blanco, el subidón del populismo, el nativismo y la demagogia (p. 223). Deben darse cuenta de que el presidente podría infligir un daño real a nuestras instituciones a largo plazo. (p. 189)

Y también a los demócratas:

Aunque el Partido Demócrata no ha sido el principal impulsor de la profundización de la polarización en Estados Unidos, podría desempeñar un papel en reducirla. (p. 226) Los demócratas podrían considerar políticas más integrales del mercado laboral [...] es imperativo que los demócratas aborden la cuestión de la desigualdad. (p. 229)

En una entrevista, Levitsky identifica dos objetivos del libro: uno es derrotar a Trump y el otro es apuntalar la democracia. Finalmente, sugieren que el efecto de la presidencia de Trump podría ser una forma leve de «autoritarismo competitivo».

## Reseñas y premios
The New York Times lo calificó como una guía esencial de lo que puede suceder en Estados Unidos. The Washington Post dijo que el libro ofrece una mirada sobria al estado actual de las cosas. The Wall Street Journal lo calificó como una «lección aclaratoria involuntaria». En el Reino Unido, The Guardian lo calificó de provocativo pero también insatisfactorio. La revista Foreign Affairs concluyó que se trata de un estudio importante. Fair Observer lo calificó como una contribución original y valiosa para los investigadores, los responsables políticos y los ciudadanos. El historiador de la Universidad de Columbia, Adam Tooze, describió el libro como «el libro más estimulante que compara las crisis democráticas en diferentes naciones». Barack Obama incluyó el libro en su lista de «Libros favoritos de 2018».
En una reseña académica, el teórico político Rosolino A. Candela elogió el trabajo y concluyó que los académicos encontrarán «mucho que aprender, analizar y desarrollar».
El libro estaba en la lista de los más vendidos del New York Times.
El libro recibió el premio alemán NDR Kultur Sachbuchpreis en 2018.